# Tiphede Sogn
Tiphede Sogn var et sogn i Herning Nordre Provsti (Viborg Stift).
Tiphede Kirke blev indviet som filialkirke til Timring Kirke i 1901. Tiphede blev så et kirkedistrikt i Timring Sogn, der hørte til Ulfborg Herred i Ringkøbing Amt. Timring sognekommune inkl. kirkedistriktet blev ved kommunalreformen i 1970 indlemmet i Trehøje Kommune, der ved strukturreformen i 2007 indgik i Herning Kommune.
Da kirkedistrikterne blev afskaffet 1. oktober 2010, blev Tiphede Kirkedistrikt udskilt fra Timring Sogn som det selvstændige Tiphede Sogn.
Stednavne, se Timring Sogn.